# Comănești
Comănești est une ville en Moldavie roumaine, dans le județ de Bacău.

## Politique et administration
| Parti | Parti                        | Sièges |
| ----- | ---------------------------- | ------ |
|       | Parti national libéral (PNL) | 14     |
|       | Parti social-démocrate (PSD) | 5      |

## Démographie
Lors du recensement de 2011, 89,68 % de la population se déclarent roumains, 3,38 % comme roms (6,60 % ne déclarent pas d'appartenance ethnique et 0,32 % déclarent appartenir à une autre ethnie).

## Personnalités liées à Comănești
- Ionela Loaieș, gymnaste née à Comănești en 1979